# Antônio Pichetti
Antônio Pichetti (Concórdia, 23 de maio de 1931 — São Miguel do Oeste, 5 de junho de 2019) foi um advogado, professor, historiador e político brasileiro.

## Vida
Filho de Luís Pichetti e de Josefina Pichetti. Casou com Analita Mariani e tiveram quatro filhos: Antônio Pichetti Júnior, Luiz Alcebíades, Ana Carla e Antônio Cesar.
Na terra natal realizou os estudos iniciais, no Estado do Paraná fez o curso secundário e graduou-se em Direito, pela Universidade Federal do Paraná, em Curitiba, no ano de 1958. Nessa cidade lecionou em escola particular e foi Sargento do Exército Brasileiro.
Mudou-se para São Miguel do Oeste, quando ainda era um vilarejo pouco povoado e pertencia à Comarca de Mondaí. Na localidade, advogou durante 60 anos, com aproximadamente 600 júris realizados, sendo sua grande maioria na defesa dos réus.
Faleceu em 5 de junho de 2019, em São Miguel do Oeste.

## Carreira política
Foi deputado estadual da Assembleia Legislativa de Santa Catarina na 5ª legislatura (1963 — 1967), eleito pelo Partido de Representação Popular (PRP). 
Com a instituição do bipartidarismo no Brasil, filiou-se à Aliança Renovadora Nacional (ARENA) e por este partido foi eleito por duas à mesma Assembleia, participando da 6ª legislatura (1967 — 1971) e da 8ª legislatura (1975 — 1979).
Candidatou-se nas duas eleições seguintes para Deputado Estadual à Assembleia catarinense, ficou como Suplente e não foi convocado: em 1978, concorreu pela ARENA, e, em 1983, pelo Partido do Movimento Democrático Brasileiro (PMDB).
Duas vezes exerceu a função de Secretário da Agricultura em Santa Catarina, no final do governo de Celso Ramos e no início da administração de Ivo Silveira, tempo de decisões em prol das forças produtivas e reprodutivas no Estado.
Foi Secretário Chefe da Casa Civil em Rondônia, na década de 1980, e inspirou a criação de hidrelétricas.

## Obras
- Guerras e Fronteiras do Sul (2004).
- História de Santa Catarina (1970), 4 Volumes.